# Ebba Modée
Ebba Wilhelmina Modée, född 2 oktober 1775, död 23 mars 1840, var en svensk grevinna, hovdam och statsfru. 
Hon var dotter till amiralen och överståthållaren Carl Wilhelm Modée och Ebba Ulrika Sparre af Söfdeborg. Hon var kammarfröken hos Hedvig Elisabet Charlotta från 1794 till 1801 och följde med på hennes resa till Tyskland och Österrike 1798–1799. Hon deltog som dansös vid Hedvig Elisabet Charlottas amatörteatersällskap på Rosersberg 1800–1801. 
Gustav IV Adolf lär ha varit förälskad i Modée före sitt giftermål, nämligen vid tiden för sin trolovning med Lovisa Charlotta av Mecklenburg-Schwerin, som ägde rum 1795. Han ska ha föreslagit henne att rymma till det mähriska brödraskapet i Böhmen, abdikera och gifta sig med henne. Han upprättade också ett abdikationsdokument, som dock inte offentliggjordes. Ebba Modée, som inte uppmuntrade hans förälskelse, tackade nej till erbjudandet och sade åt honom att resa till Ryssland för sin trolovning med storfurstinnan Alexandra Pavlovna i stället, något han gjorde 1796. 
Modée blev 1801 på Rosersberg gift med statsrådet generallöjtnant greve Axel Otto Mörner, hertig Karls hovman, som hon länge varit förälskad i. Paret hade inga pengar, och Hedvig Elisabet Charlotta gav dem därför en bostad på slottet och utnämnde Modée till sin hovdam för att göra det möjligt för dem att gifta sig. Hon var senare statsfru hos Charlotta 1809–1818.